# Madżapahit
Madżapahit (jaw. ꦤꦒꦫꦶꦏꦫꦗꦤ꧀ꦩꦗꦥꦲꦶꦠ꧀) – hindusko-buddyjskie królestwo na Jawie założone w 1293, rozpadło się w 1527 (w wyniku presji ze strony Sułtanatu Demak) lub 1550 roku. Państwo to obejmowało obszar dzisiejszej Indonezji, Malezji, Filipin, Timoru Wschodniego, Singapuru i Brunei, będąc największym państwem w historii Azji Południowo-Wschodniej.

## Historia

### Początki państwa
Po obaleniu dynastii Singasari przez króla Dżajaktawanga z Kediru, Raden Widżaja jako lojalista Singhasari, został wygnany do lasu Tarik, gdzie założył państwo zwane Madżapahit od słow Madża (Klejowiec jadalny, drzewo) i Pahit (Kwaśny). Założycielem państwa był król Raden Widżaja (1293–1309), który wykorzystał chaos w regionie wywołany inwazją Kubilaj-Chana na Jawę do utworzenia własnego państwa ze stolicą w Trowulanie. Dla wzmocnienia swych praw do tronu poślubił on córkę króla Singasari Kertanagary – Gajatri Radżapatni. Po jego śmierci na tron wstąpił jego syn Dżajanegara (1309–1328), który podczas swojego panowania umocnił władzę i stłumił kilka buntów. Za jego panowania spore znaczenie uzyskał Gadżah Mada, który być może był zamieszany w zabójstwo monarchy.

### Złoty wiek
Niemniej Gadżah Mada pozyskał zaufanie nowej władczyni, Tribhuwany Widżajatunggadewi (1328–1350/1351). Za jej panowania Gadżah Mada i inny wybitny dowódca – Aditjawarman, powiększyli imperium m.in. o wyspę Bali. Szczyt potęgi państwo osiągnęło za panowania Hajama Wuruka (1350/1351–1389), który władał całością współczesnego Singapuru, Brunei i Timoru Wschodniego, większością obszaru dzisiejszej Indonezji oraz częścią współczesnej Malezji i Filipin. Hajam Wuruk zmarł w 1389 roku, po czym podzielone między krewnych zmarłego państwo zaczęło tracić na znaczeniu.

### Zmierzch potęgi i upadek
Władającemu częścią państwa z Trowulanem Wikramawardhana (1389–1429) udało się zjednoczyć państwo. Nie odzyskał jednak ziem, które odłączyły się od państwa po śmierci swego poprzednika. Jeszcze mniejszym terytorium (wschodnia Jawa i południowa Sumatra) rządziła jego córka Suhita (1429–1447), która była regentką nad swym bratem Kertawidżają. Takim samym terytorium jak ona rządzili kolejni władcy państwa: Kertawidżaja (1447–1451), Radżasawardhana (1451–1453) i Girishawardhana (1456–1466), który prawdopodobnie objął rządy po trzyletnim okresie bezkrólewia. Po jego śmierci wzmogły się wojny domowe, które doprowadziły do upadku państwa. Do tego przyczynił się napór ze strony państw muzułmańskich na półwyspie oraz państw europejskich, takich jak Portugalia, która zdobyła Malakkę w 1511 roku.

Próba rekonstrukcji podbojów Majapahit.

## Lista władców
- Raden Widżaja (1293–1309)
- Dżajanegara (1309–1328)
- Tribhuwana Widżajatunggadewi (1328–1350)
- Hajam Wuruk (Radżasangara) (1350–1389)
- Wikramawardhana (1389–1428/1429)
- Suhita (jako regentka) (1429–1447)
- Kertawidżaja (1447–1451)
- Radżasawardhana (1451–1453)
- bezkrólewie (1453–1456)
- Girishawardhana (1456–1466)
- Suraprabhawa (1466–1474)
- Girindrawardhana (1474–1498)
- walki dynastyczne, nieznani władcy (do 1527 lub 1550)

## Kultura
- Istnienie Madżapahitu przyczyniło się do rozwoju kultury, sztuki, wojskowości, architektury oraz literatury na obszarach Malezji i Indonezji.
- Państwo to regularnie handlowało z Indiami i Chinami (głównie metalami, przyprawami i tekstyliami)[1].

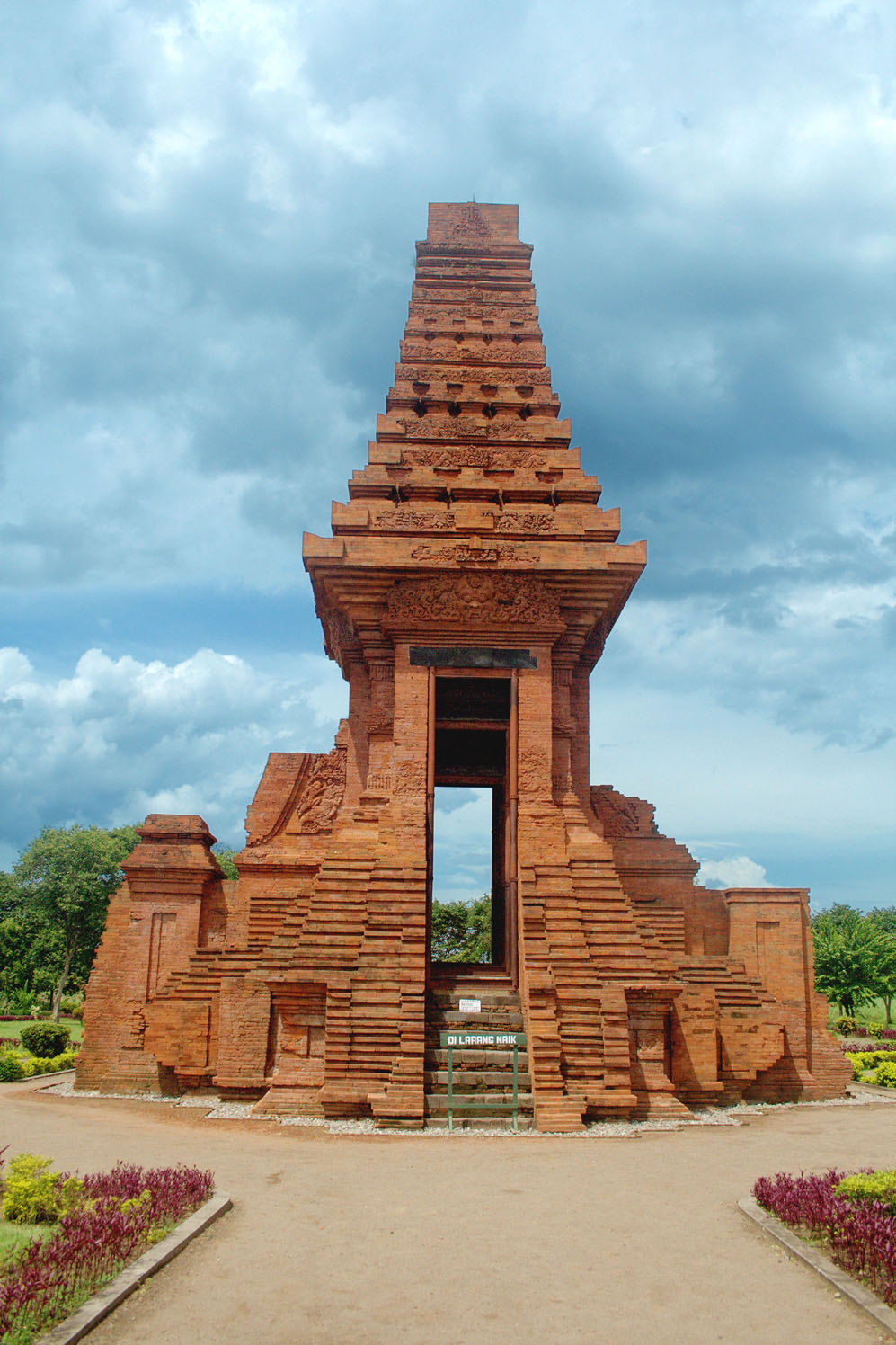
Brama w Trowulanie, stolicy państwa
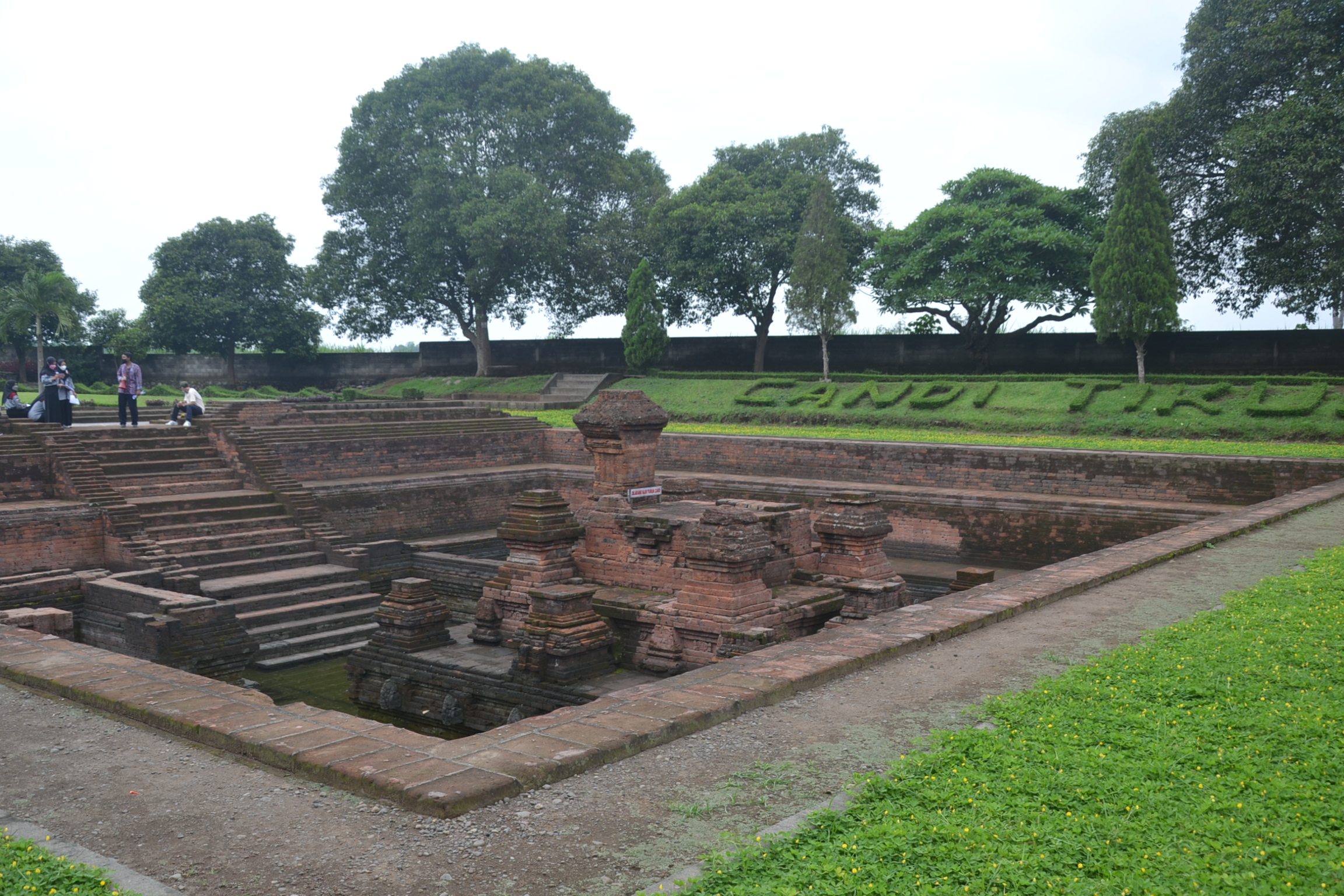
Ruiny Trowulanu
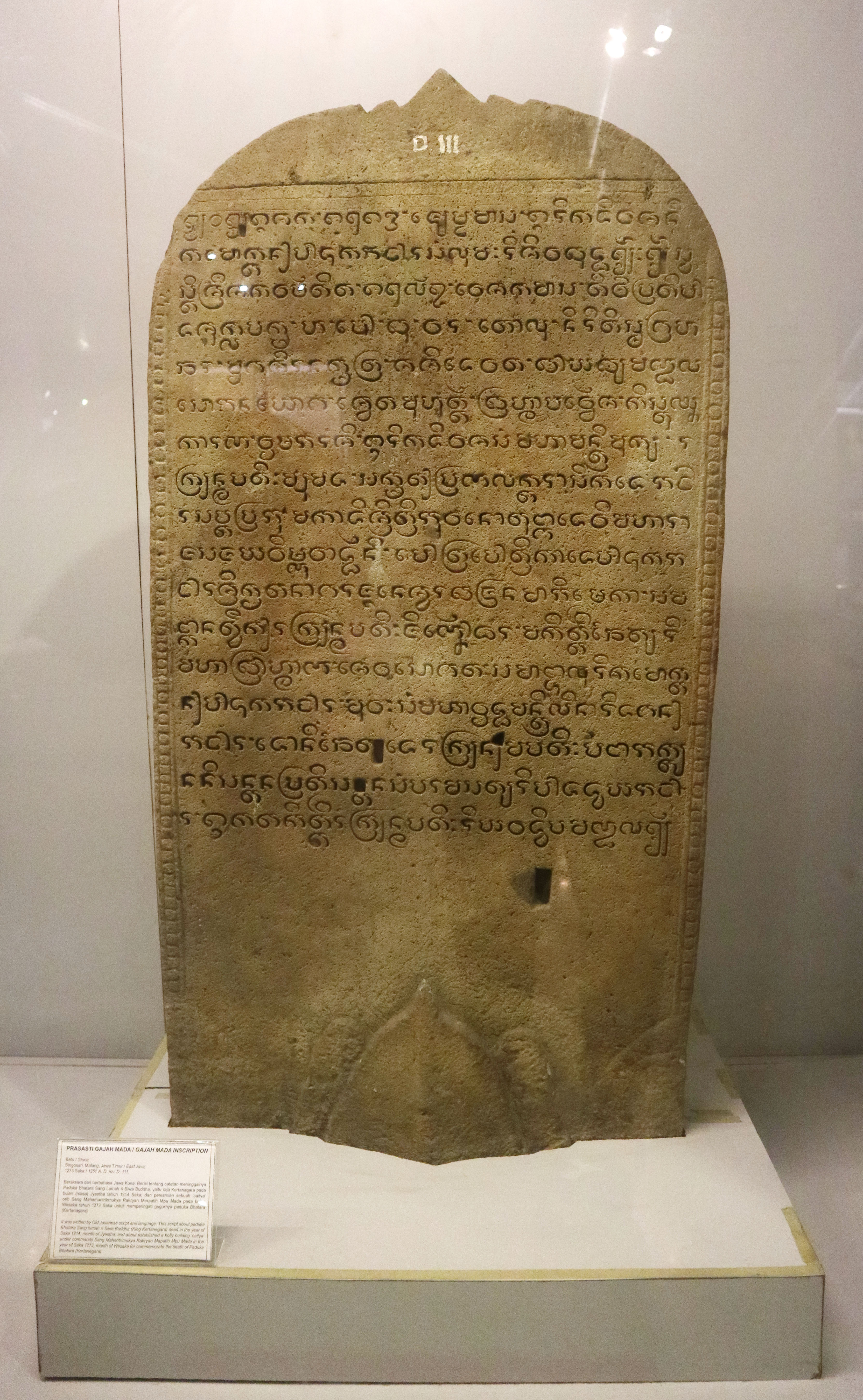
Tak zwana inskrypcja Gajah Mady
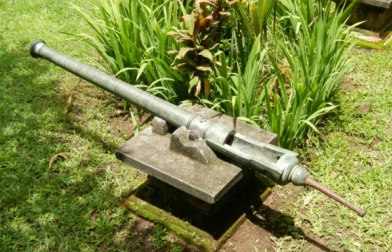
Cetbang – armata stosowana przez armie państw malajskich (m.in. Madżapahit) w XIV wieku. Eksponat z Muzeum Bali.
Zheng He podczas swoich wypraw morskich dopłynął do Madżapahitu
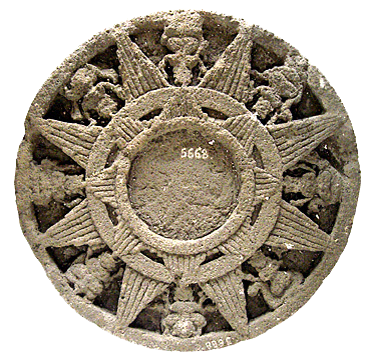
Surja Madżapahit – symbol państwa
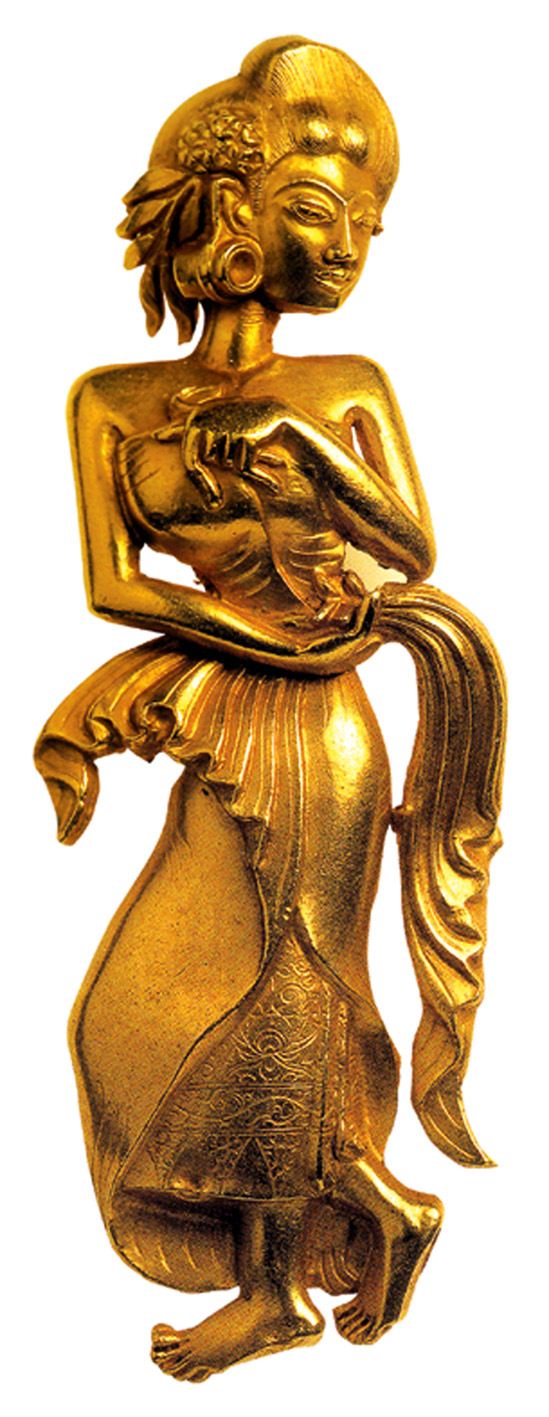
Złota apsara z Madżapahitu